# Edson Zampronha
Edson Zampronha (Río de Janeiro, 2 de junio de 1963) es un compositor brasileño de familia italiana, su lenguaje musical contemporáneo ha llegado a un amplio público por su propuesta de un renacimiento de la sensibilidad en la música clásica actual que se consolida a través de una renovación del lenguaje armónico y de la reintroducción de la retórica en la construcción de la forma y del discurso musical.

## Biografía
Edson nació y creció en una familia de músicos. Su educación musical se inició dentro de su familia y a través de estudios intensos de piano, análisis y composición musical. En 1988 obtiene la Licenciatura en Dirección y Composición Musical en la Universidad Estatal de São Paulo. En 1991 obtiene el Maestrado en Composición Musical en la Universidad Federal de Río de Janeiro. En 1998 obtiene el Doctorado en Comunicación y Semiótica – Artes – en la Universidad Católica Pontificia de São Paulo. 
Es a partir de 1999 cuando comienza a tener una intensa actividad internacional. Ha trabajado diversas veces como compositor invitado del Laboratorio de Informática y Electrónica Musical del Centro para la Difusión de la Música Contemporánea – LIEM-CDMC (Madrid), de la Fundación Phonos de la Universidad Pompeu Fabra (Barcelona) y de los Estudios de Música Electroacústica de la Universidad de Birmingham (Inglaterra). En 2000 realiza un Pos-Doctorado en la Universidad de Helsinki (Finlandia) y en 2005 realiza otro Pos-Doctorado en la Universidad de Valladolid (España), donde también ha participado diversas veces como Profesor Invitado. 
Sus composiciones han roto las barreras de los círculos especializados y ha empezado a recibir encargos tan diversos como del Museum für Angewandte Kunst (Colonia, Alemania) para la composición de una obra presentada durante el Mundial de Fútbol 2006; de la diseñadora española de moda María Lafuente para componer una obra para su desfile en la Pasarela Cibeles 2006 (Madrid), y de la Banda Sinfónica del Estado de São Paulo para la composición de una obra para el 100º Aniversario de la Pinacoteca del Estado de São Paulo (Brasil).
En 2006 el prestigioso sello Clássicos lanza un CD monográfico dedicado a sus obras para piano, incluyendo por primera vez en su lista de publicaciones un CD de música contemporánea que comparte espacio con otros CD dedicados a música clásica consagrada.

## La Música de Zampronha
La música de Zampronha propone un renacimiento de la sensibilidad y de la expresividad en la música actual. Una sensibilidad y expresividad en lo novedoso es, en diversos casos, una manera de escuchar el pasado como nunca se ha escuchado antes. En su obra la sensibilidad, emoción e intelecto son igualmente importantes.
El renacimiento propuesto por Zampronha toma forma en tres aspectos diferentes. El más inmediato es un lenguaje armónico en el que se escuchan acordes que suenan perfectamente inteligibles, pero que son en realidad altamente disonantes. En ellos la disonancia no es agresiva, todo lo contrario, es muy expresiva y envolvente. La dificultad que la memoria tiene para retener estos acordes, además del empleo de sucesiones muy imaginativas de estos acordes, genera una neo-funcionalidad armónica que resulta en progresiones sonoras realmente únicas, con cualidades verdaderamente sensibles y exquisitas para la escucha.
Otro aspecto de este renacimiento se observa en el material sonoro utilizado y las referencias que realiza a otros lenguajes musicales, referencias en su mayor parte no evidentes. El resultado es el de una polifonía entre una música que se escucha y otra que se reconoce sutilmente sin que se sepa exactamente cuál es, lo que crea diferentes tipos de tensiones, acercamientos y alejamientos entre algo novedoso y algo conocido.
El tercer aspecto es el uso de recursos retóricos-musicales para el control de la forma y del discurso musicales. Sus obras conducen el oyente a entender el discurso de una determinada manera. Sin embargo, según la obra se desarrolla, lo que el oyente pensaba que era de una manera, se revela sorprendentemente de otra, lo que crea un efecto dramático fuerte y a la vez convincente que captura al oyente desde la primera escucha. A través de la retórica la forma es la esencia de un eje dramático, y no un molde.

## Álbumes
Su obra está incluida en distintos álbumes lanzados por diferentes instituciones y sellos discográficos. Se destacan tres álbumes monográficos de sus obras:
- Sonora – incluye obras para acordeón, chelo, chelo y electroacústica, piano, percusión y electrónica.

Obras incluidas: Trazo, El cantar de las plumas, Composición para Piano II, Two Takes, Composición para piano IV, Elegía, Modelagem IX, Toccata II.
- Sensibile – lanzado por el sello Clássicos, trae obras de Zampronha para piano, piano a cuatro manos y piano con sonidos electroacústicos interpretadas por el pianista Attilio Mastrogiovanni.

Obras incluidas: Fragmentos Reducidos de una Historia Muy Larga, Composición para Piano a Cuatro Manos y dos Comentarios (con la participación especial del pianista Achille Picchi), Preludio, Figuración Interpretada, Concierto para Piano y Sonidos Electroacústicos. Pista Bonus: Composición para Piano III (interpretada por Edson Zampronha).
- Modelagens – lanzado por el Grupo de Estudios en Música, Semiótica e Interactividad. Incluye principalmente obras de la década de 1990.

Obras incluidas: Modelagem XII (Orquesta Sinfonía Cultura, dirigida por Lutero Rodrigues); Modelagem II (Beatriz Balzi, piano); O Crescimento da Árvore sobre a Montanha (música electroacústica); Modelagem III (Celina Charlier, flauta); Mármol – para tuba y sonidos electroacústicos (Jesús Jara, tuba); Modelagem VIII – para percusión y ordenador (Eduardo Gianesella, percusión) y Fragmentation (música electroacústica).

## Libros
Autor del libro Notação, Representação e Composição (São Paulo: Annablume, 2000 – en portugués) y organizador, junto a la Profesora Doctora Maria de Lourdes Sekeff, de la serie de libros Arte e Cultura – Estudos Interdisciplinares (São Paulo: Annablume, en portugués), actualmente con cuatro volúmenes lanzados.

## Premios Destacados
Ha sido galardonado dos veces por la Asociación de Críticos de Arte de São Paulo por su obra Toccata II (mejor obra instrumental del año) en 1993, y por su obra Modelagem VII (mejor obra de cámara del año) en 1996.
Vencedor del 6º Premio Sergio Motta de Arte y Tecnología, por la instalación sonora Atrator Poético, realizada con el Grupo SCIArts.
Ha sido compositor homenajeado en el IV Festival de Música Contemporánea Brasileña - FMCB en 2017, por el conjunto de su obra, junto con el compositor Hermeto Pascoal.

## Composiciones
Su obra incluye más de 100 composiciones para instrumentos solistas, música de cámara, orquesta, ópera, instalaciones sonoras y música electroacústica. De entre todas se mencionan las siguientes: 
- Inverno, para orquesta de cuerdas y clave (2007)
- Tríptico, para guitarra (2007)
- Recycling, Collaging, Sampling - para 1 a 6 percusionistas y sonidos electroacústicos (2000-2006)
- Viaje al Interior, obra electroacústica (2006)
- Convergenza Sensibile, para orquesta (2006)
- Diante del Abismo, para banda sinfónica (2005)
- Composição para Piano e Dois Comentários - para piano a 4 manos (1985-2005)
- Atrator Poético – Instalación sonora realizada con el Grupo SCIArts (2005)
- Lamenti, obra electroacústica (2004)
- Concerto para Piano e Sons Eletroacústicos (2003-2004)
- Figuração Interpretada, para piano (2003)
- Perfurando a Linha, para viola (2002)
- Fragmentos Reduzidos de uma História Muito Longa, para piano (2002)
- Modelagem XII, para orquesta (1999-2001)
- Evolon, para conjunto instrumental (1999)
- Modelagem X-a, para vibráfono (1997)
- Toccata II, para un percusionista (1992-3)
- Composição para Músicos e Atores, ópera para orquesta de cámara, coro de cámara y dos actores (1986)
- Composição para Piano III (1984)